# De Havilland Australia DHA-3 Drover

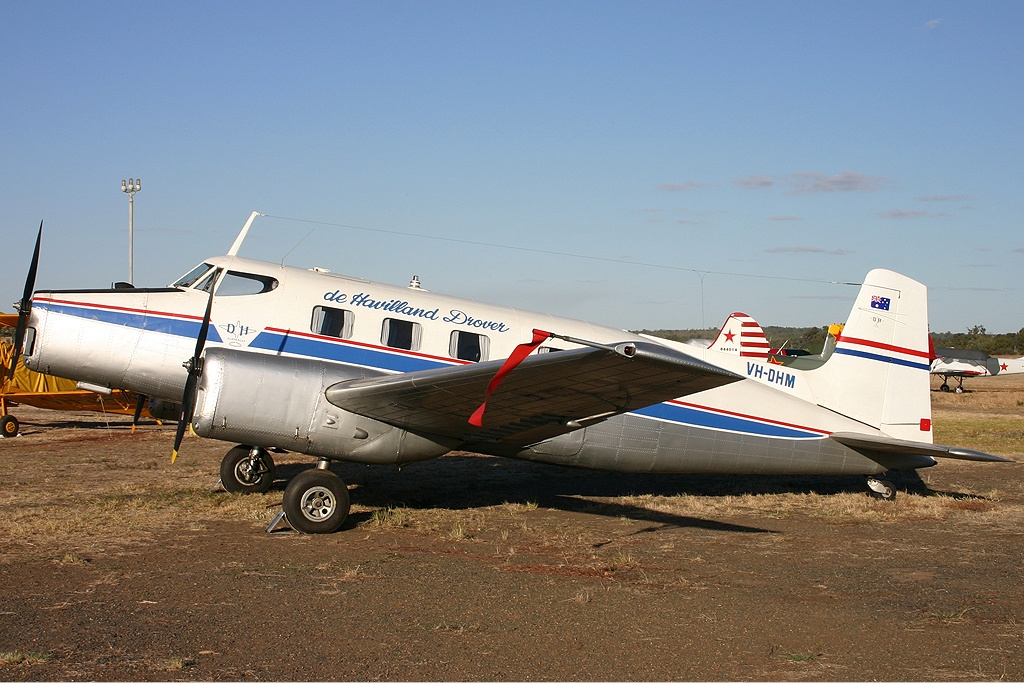
DHA-3 Drover

Le de Havilland Australia DHA-3 Drover est un petit avion de transport produit de 1949 à 1953 par de Havilland Australia, filiale du constructeur britannique De Havilland Aircraft Company.
Il est conçu pour succéder au biplan de Havilland Dragon très utilisé pour des liaisons à l'intérieur de l'Australie. La maison-mère a déjà produit un successeur aux Dragon et Dragon Rapide : l'élégant bimoteur De Havilland DH.104. Mais de Havilland Australia estime que le Dove n'est pas adapté aux conditions spécifiques rencontrées en Australie, et décide d'en développer une version modifiée. La modification la plus visible concerne les moteurs : alors que le Dove possède deux moteurs six cylindres en ligne De Havilland Gipsy Six, le Drover est trimoteur. Il utilise des moteurs de la même famille mais à quatre cylindres (De Havilland Gipsy Major), le troisième étant monté dans le nez de l'avion. De plus, alors que le Dove possde un train tricycle avant entièrement escamotable, le Drover a un train tricycle classique avec une roulette de queue fixe.
Les performances de l'avion sont décevantes, et trois exemplaires sont perdus à cause de problèmes liés aux hélices. Les hélices à pas variables sont remplacées par des hélices à pas fixe. L'avion ne remporte pas de succès commercial, et seuls 20 exemplaires sont produits. Il est utilisé par Qantas, notamment pour des liaisons vers le territoire de Papouasie. Vers 1960, quelques appareils sont remotorisés, revenant des Lycoming O-360, un type de moteur répandu dans l'aviation générale. Une partie des Drover, revendus, aux Fidji et aux îles Salomon.
Le dernier exemplaire construit a un temps été utilisé comme avion d'épandage agricole. Il a été racheté en 1981 par Hawker de Havilland (successeur de de Havilland Canada) pour restauration. Depuis l'an 2000, il fait partie de la collection de l'Historical Aircraft Restoration Society (en), organisation australienne de préservation du patrimoine aéronautique, et vole régulièrement